# Velký Osek
Velký Osek település Csehországban, a Kolíni járásban. Velký Osek Ovčáry, Pňov-Předhradí, Sány, Veltruby, Volárna, Libice nad Cidlinou és Opolany településekkel határos. Lakosainak száma 2608 fő (2024. január 1.).

## Népesség
A település lakosságának változását az alábbi diagram mutatja:
| Lakosok száma | 426  | 913  | 1903 | 2282 | 2308 | 2123 | 2349 | 2386 | 2483 | 2608 |
|               | 1869 | 1890 | 1921 | 1950 | 1980 | 2001 | 2017 | 2019 | 2022 | 2024 |